# Famille Farel
Pour les articles homonymes, voir Farel.
La famille Farel est une ancienne famille bourgeoise originaire du gapençais, éteinte au XVIe siècle.

## Histoire
Originaire des Fareaux, lieu-dit près de Gap, les Farel sont une importante famille de notaires qui se divise en deux branches lors de la Réforme, l'une protestante, avec Guillaume Farel, l'un des quatre pères du presbytérianisme,.

## Personnalités
- Antoine Farel, notaire et secrétaire du chapitre de Gap, épouse Anastise d'Orcière en 1538, père de :
- Guillaume Farel, né en 1489, célèbre réformateur protestant.

## Titre
- Seigneur de Rambaud (haute, moyenne et basse justice)[5].

## Armes
| Image | Armoiries |
| ----- | --- |
|       | Armes: D'argent au lion de gueules - Cimier : un lion issant de même, paré d'or. - Devise : Quo volo nisi ut ardeat. |

## Principales alliances
Les principales alliances de la famille sont :
- Dauphiné[4] : d'Orcière, de Cazeneuve, Olphi dit Galhard, de Riquetti-Mirabeau, de Beauvois, du Buisson, de Montorsier.